# Vektroid
 (août 2015).
Si vous disposez d'ouvrages ou d'articles de référence ou si vous connaissez des sites web de qualité traitant du thème abordé ici, merci de compléter l'article en donnant les références utiles à sa vérifiabilité et en les liant à la section « Notes et références ».
Ramona Xavier Langley, plus connue sous le nom de Vektroid, est une artiste américaine de la scène électronique, plus particulièrement vaporwave. Elle est née en 1992 dans l'État de Washington, et vit actuellement[Quand ?] à Hawthorne dans l'Oregon. Elle a sorti de nombreux albums et EP sous différents pseudos. Vektroid est aussi ingénieur du son et graphiste. Le style de Vektroid est assez varié. On trouve dans sa discographie de l'ambient (Starcalc), de la chillwave (Neo Cali), de la vaporwave (Floral Shoppe) ou encore de la musique électronique progressive (Shader).

## Discographie

### Sous le pseudonyme Vektroid
- Telnet Erotika (2010) (EP)
- Starflight Iguana (2010)
- Polytravellers (2011)
- Polymind EP / Windows Safari / Sphinx Caverns Bundle (2011)
- Starcalc (2011)
- Neo Cali (2011)
- Planet Dudette (2011)
- Color Ocean Road (2012)
- Enemy (2013) (Single)
- Big Danger (2016)
- Vektroid Texture Maps (2016)
- RE•SET (2016)
- Midnight Run (avec Siddiq) (2016)
- Vektroid Texture Maps (2016)
- Big Danger (2016)
- RE•SET (2016)
- Seed & Synthetic Earth (2017)
- cRASH 1 (2023)
- cRASH 2: Mac +/- (2024)
- 777 Pig Danger (2024)
- The Children's New Book (TBA)

### Sous le pseudonyme Vectorfray
- From the Comfort of Your Deathbed (2005)
- Omegalpha (2005)
- Pentbüt (2005)
- Bloodsample EP (2005)
- For OCRemix's Evaluation (2005)
- Ides EP (2005)
- NolemN Single (2005)

### Sous le pseudonyme Vktrfry
- Hexakosioihexekontahexaphobia (2007)
- The Wavefunction Collapse Session (2007)

### Sous le pseudonyme esc 不在
- Black Horse (2011)
- MIDI Dungeon (2011)

### Sous le pseudonyme New Dreams Ltd.
- Initiation Tape - Part One (2011)
- Initiation Tape: Isle of Avalon Edition (2014)
- Fuji Grid TV: EX (2016)
- Sleepline (2016)
- Eden (2016)

### Sous le pseudonyme Sacred Tapestry
- Shader (2012)
- Shader Complete (2016)

### Sous le pseudonyme Vektordrum
- Unreleased Tracks (2008)
- Shitaihokansho (2008)
- Hello Skypedals EP1 (2009)
- Hello Skypedals EP2 (2009)
- Capitose Windowpane (2009)
- Deciphered (And Re-Encrypted) (2009)
- Fraktalseq: Blossom (2009)
- Discrét Night Signals (2010)
- Geese: I, Banished Re-cut (2010)
- Trinity (2010)

### Sous le pseudonyme PrismCorp Virtual Enterprises
- Home™ (2013)
- ClearSkies™ (2013)

### Sous le pseudonyme dstnt
- isoDMOS (2010) (Single)
- ntdrv (2010) (Single)
- isÆ (2010)
- NSII (2010)
- Iss2 (2010) (EP)

### Sous le pseudonyme Macintosh Plus
- Floral Shoppe (2011)
- Sick & Panic (2019) (Single)

### Pseudynome utilisé pour un seul album
- fuji grid tv: prism genesis (2011)
- Laserdisc Visions: New Dreams Ltd. (2011)
- 情報デスクVIRTUAL: 札幌コンテンポラリー (2012)
- Tanning Salon: Dream Castle (2015)
- PALACIO DEL RIO (avec Siddiq): NO TITLE (2016)
- CTO & Ray Sherman: GDGA1 (2016)
- Fuji Grid TV II: EMX: Vektroid & New Dreams Ltd. (2022)